# جاكوب مودر
جاكوب مودر (مواليد 7 أبريل 1999) هو لاعب كرة قدم بولندي يلعب في مركز خط الوسط في نادي برايتون أند هوف ألبيون.

## روابط خارجية
- جاكوب مودر على موقع الاتحاد الدولي (مؤرشف)  (الإنجليزية)
- جاكوب مودر على موقع الاتحاد الأوربي (الإنجليزية)
- جاكوب مودر على موقع إي إس بي إن إف سي (الإنجليزية)
- جاكوب مودر على موقع قاعدة بيانات كرة القدم.إي يو (الإنجليزية)
- جاكوب مودر على موقع ناشيونال فوتبول تيمز (الإنجليزية)
- جاكوب مودر على موقع Soccerbase.com (لاعب) (الإنجليزية)
- جاكوب مودر على موقع Soccerway.com (الإنجليزية)
- جاكوب مودر على موقع عالم كرة القدم.نت (الإنجليزية)